# Cuapetes akiensis
Cuapetes akiensis is een garnalensoort uit de familie van de Palaemonidae. De wetenschappelijke naam van de soort is voor het eerst geldig gepubliceerd in 1936 door Kubo.